# Yangqin
Le yangqin (chinois simplifié : 扬琴 ; chinois traditionnel : 揚琴 ; pinyin : yángqín ; Wade : yang ch'in, [réf. nécessaire] ou 洋琴, yángqín, « instrument de musique à corde étranger », translittéré en yōkin en japonais), également tympanon chinois en français, est un instrument de musique chinois à cordes frappées, faisant partie de la famille des cithares sur table.
Cet instrument existe également dans différents pays voisins, comme le yochin de Mongolie, le yaukin (夜雨琴) de Ryukyu, le rgyud-mang tibétain, le yanggum de Corée, le khim de Thaïlande et du Laos, le khom du Cambodge, le đàn tam thập lục du Viêt Nam et le tchang d'Ouzbékistan.
Il ressemble au tympanon médiéval français.
Il s'agit certainement d'un descendant du santûr ou du salterio. Il est possible qu'il ait été discrètement introduit par la route de la soie et le Turkestan par les Ouïghours, tout comme il est possible que les missionnaires (Matteo Ricci en 1581 ?) l'aient apporté en Chine par mer au XVIe siècle, à la fin de la dynastie Ming, à Canton, d'où il s'est propagé très vite. On peut aussi penser qu'il est arrivé par la Russie, en partant d'Europe de l'Est. D'autres enfin imaginent une origine nationale.
Comme ses ancêtres occidentaux, le yangqin est une cithare à la caisse de résonance trapézoïdale avec ses chevilles d'accord sur le dessus, dont les centaines de cordes (jusqu'à 242) sont frappées manuellement au moyen de marteaux. Il est similaire au cymbalum ou au hackbrett par sa taille, sa variété de chevalets (joués des deux côtés) et la position des fixations des cordes et des chevilles, mais il en diffère par sa caisse bombée, stylisée, laquée, et ses marteaux en bambou.
L'instrument est toutefois fort différent des autres cithares orientales (guzheng ou koto, où les cordes sont pincées) qui ont toutes des chevalets amovibles très hauts et des cordes simples, en soie, peu tendues afin de pouvoir exercer une pression sur elles.

## Étymologie
Le yangqin, instrument d'origine étrangère, a plusieurs noms en chinois, tous formés d'un ou plusieurs caractères descriptifs suivis du caractère 琴, qín, « instrument à corde » :
- 洋琴, yáng qín, « cithare étrangère » : de 洋, yáng, « outre-mer, étranger »,
- 打琴, dǎ qín, « cithare que l'on tape » : de 打, dǎ, « taper »,
- 敲琴, qiāo qín, « cithare à marteau » : de 敲, qiāo, « marteler »,
- 扇面琴, shànmiàn qín, « cithare en éventail » : de 扇面, shànmiàn, « en éventail »,
- 蝙蝠琴, biānfú qín, « cithare chauve-souris » : de 蝙蝠, biānfú, « chauve-souris »),
- 蝴蝶琴, húdié qín, « cithare papillon » : de 蝴蝶, húdié, « papillon »,
- 瑶琴, yáo qín, « cithare de jade » : de 瑶, yáo, « jade ».

Mais le terme le plus utilisé aujourd'hui reste :
- 扬琴, yáng qín, « cithare surélevée ou cithare qui élève (l'auditoire) » : de 扬, yáng, « soulever ».

## Leyangqinchinois
Il est aujourd'hui présent dans toute la Chine continentale, incluant la Mongolie-Intérieure (où il est nommé en mongol cyrillique : Ёочин ; translittération : oochin, оёчир [oyochir] ou янжир [yanjir]), et le Tibet où il se nomme rgyud-mang (ou,[pas clair]mais aussi à Taïwan, et également au Bhoutan et en Mongolie).

### Facture
Toujours en bois, il en existe deux formes chromatiques principales en évolution, à la table d'harmonie bombée et laquée, et aux chevilles réparties des deux côtés supérieurs de celle-ci : 
- l'ancienne, petite, avec une caisse de résonance (70 × 40 cm) ornée de grosses ouïes décorées de rosaces en relief, arrondie aux angles, en forme d'ailes de papillon. Elle n'a que deux rangs de chevalets inamovibles en os ou ivoire, et des chœurs de trois cordes métalliques atteignant trois octaves. Un couvercle peut entièrement recouvrir l'instrument dont la caisse de résonance forme alors le bas d'une « valise » de transport ;
- la moderne, grande, à la caisse de résonance (120 × 70 cm) aux angles marqués, sans ouïe visible (mais avec des ouïes sous l'instrument), mais avec deux cache-chevilles et un socle en bois décoré. Elle a habituellement quatre rangs principaux de chevalets inamovibles et des chœurs de une à cinq cordes métalliques atteignant un peu plus de quatre octaves. Les formes les plus répandues en 2021 sont le yangqin 402, dont la tessiture va du mi1 au do5 (chromatique de si1 à sol4) et le yangqin 402G, dont la tessiture va du mi1 au si4 bémol (entièrement chromatique). Certains modèles comportent deux rangées d'étouffoirs manœuvrés par une pédale et permettant de stopper la résonance des cordes. Cet instrument a la particularité d'avoir des perles ou des rails permettant un accord fin, précis et rapide, sans avoir à manipuler la clé d'accord, à la manière du qanûn, toutefois ce dispositif est limité car s'il permet une légère modulation, le fait d'avoir une baguette en main rend ces variations délicates.

Les mailloches (quqin) sont faites de bambou très flexible, et mesurent environ 33 cm ; elles sont tenues entre le pouce et l’index, et n'ont pas d'anneau de préhension. Elles ont en outre deux faces : l'une en bambou, au son cristallin, l'autre recouverte de caoutchouc, au son étouffé.
Le yangqin est un instrument à l’organologie fixée par la production industrielle dans la seconde moitié du XXe siècle.

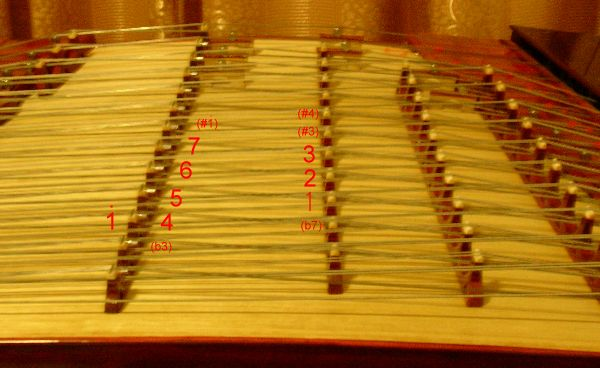
Détail des chevalets.

### Jeu
On en joue assis sur une chaise, l'instrument posé sur son socle ou une table, dans plusieurs formes de théâtres musicaux mais aussi en soliste ou dans les ensembles de « bambou et soie ». 
Dans la Chine communiste il connaît un développement politique particulier :

« L’instrument accompagnait les chanteurs dans le Shandong Qinshu (chant narratif du Shandong) et dans le Yulin Xiaoqu (chant narratif du Yulin). […] Les conservatoires enseignaient à la fois l’instrument occidental et chinois. […] La Chine de Mao considérait les musiciens comme des soldats dans l’affrontement politique. Les joueurs de yangqin, jouant principalement des accompagnements, développèrent de plus en plus des pièces solistes d’une grande virtuosité. Selon Edward Ho, pendant la Grande Révolution culturelle, l’un des moyens pour les lycéens diplômés d’éviter les travaux manuels dans les zones rurales était de jouer les “pièces modèles” dans les groupes de propagande. »

Son enseignement est dispensé dans les conservatoires. Il devient un emblème patriotique. Le yangqin symbolise durant cette période les valeurs économiques et morales de la révolution marxiste.
À noter que la chanteuse Lisa Gerrard du groupe Dead Can Dance s'accompagne régulièrement de cet instrument.

## Leyochinmongol

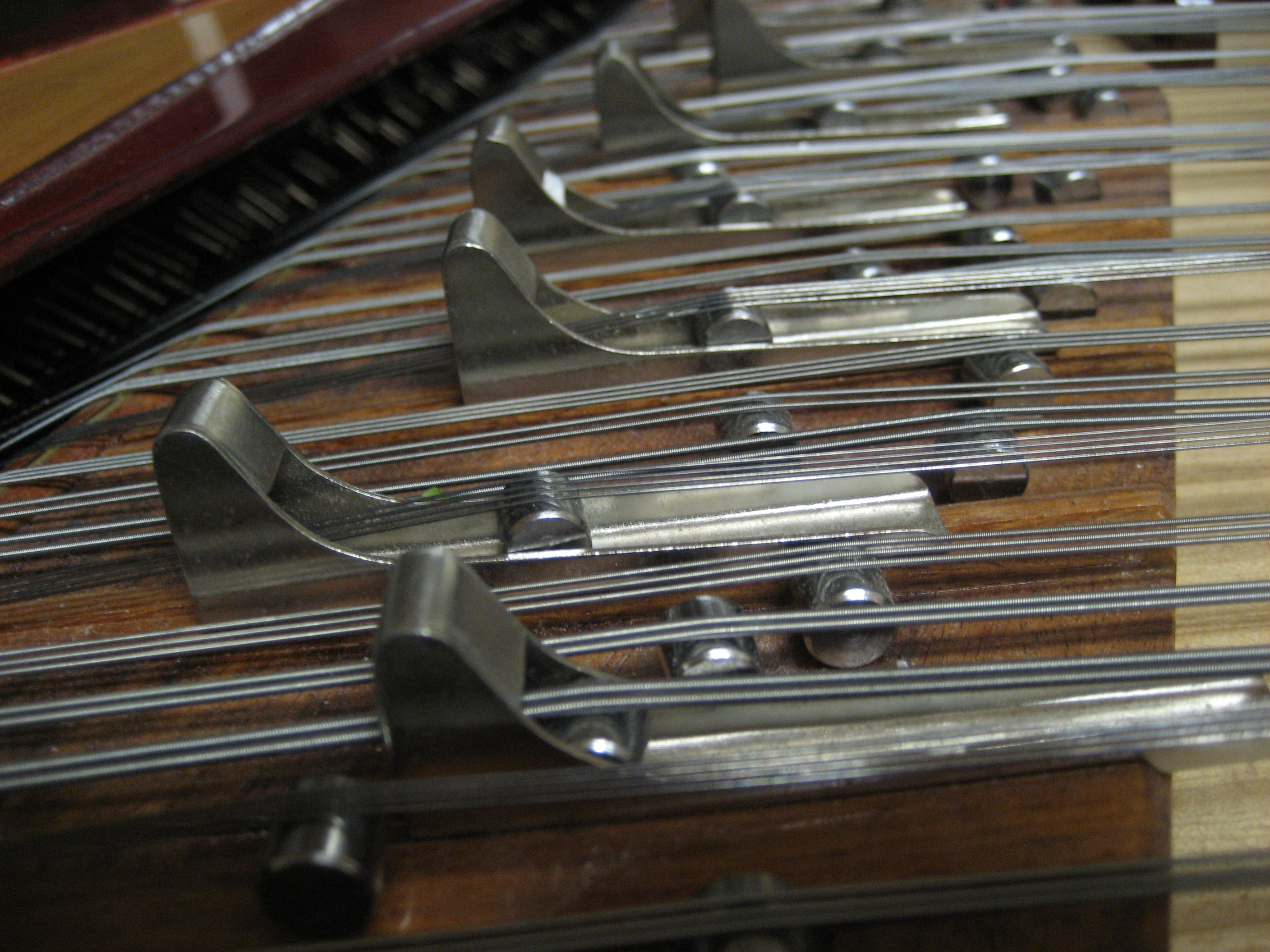
Détail du système d'accordage.

Le yochin (ёoчин) ou yooch'in, est très similaire au yangqin moderne et a été directement importé de Chine.

### Facture
Il a une caisse de résonance trapézoïdale de 95 × 41 × 7 cm, et la table d'harmonie bombée. Les 21 chœurs de triples cordes métalliques (66 en tout) sont fixés sur la table elle-même à gauche, et ils sont accordés à droite. Ils couvrent trois octaves et passent sur deux séries de chevalets amovibles (ils ne sont pas ronds et ressemblent en plus petit à ceux du qin ou du koto) placés au 2/3 de la longueur de corde.
Il y a 12 petites ouïes placées pour moitié le long des chevilles et pour l'autre, le long des clous de fixation.
Les marteaux (tsoxiur, цохиур) sont en bambou flexible de 25 cm de long, sans anneau de préhension, avec un côté recouvert de peau de chèvre pour les étouffés.

### Jeu
Le jeu est similaire, et il est utilisé soit pour l'accompagnement vocal, soit en solo, soit dans des orchestres.

## Leyanggumcoréen
Le yanggum (양금) fut importé pendant la dynastie Chosŏn lors du règne de Yeongjo (1731-1783).

### Facture
Il a 72 cordes réparties sur deux séries de neuf chevalets (t'ul) inamovibles comportant quatre cordes de métal. On retrouve en lui des caractéristiques du santûr, mais avec la forme et les chevilles du yangqin moderne.

### Jeu
Il semble qu'on en joue que d'une main avec une baguette (ch'ae) semblable à celle du yangqin, mais aussi avec un petit archet utilisé en percussion. Il se joue dans l'ensemble seak accompagné par le tanso.

## Leyaukindes îles Ryūkyū

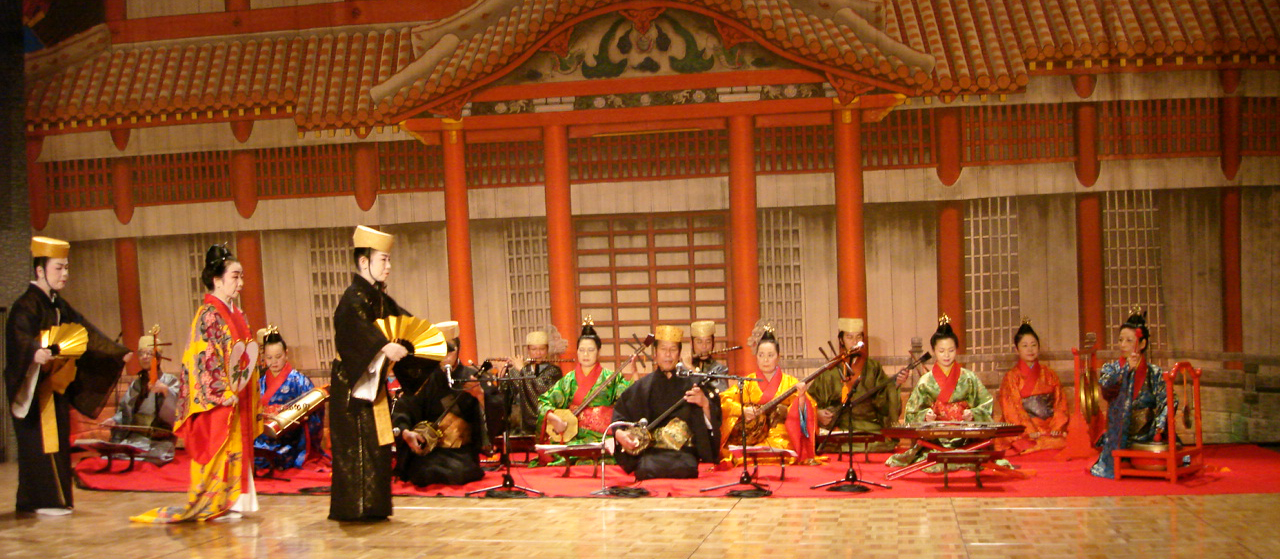
Yaukin, 3e à partir de la droite.

Le yaukin (夜雨琴) ou yáo qín (瑶琴) a été introduit durant la période Tokugawa aux Ryūkyū, alors non intégrées au Japon. 

### Facture
Il a deux séries de 9 chevalets fixes solidaires car creusés dans une seule pièce de bois. Il y a entre 36 et 54 cordes en métal fixées sur le dessus droit de la caisse de résonance à l'aide de chevilles métalliques. La caisse à deux grandes ouïes, avec parfois des rosaces, et est entièrement laquée.

### Jeu
Il subsiste aujourd'hui dans l'ensemble traditionnel de musique de Cour de l'ancien royaume des îles Ryūkyū, l'uzagaku (御座楽) à Okinawa notamment.

## Letchangouzbek et ouïghour

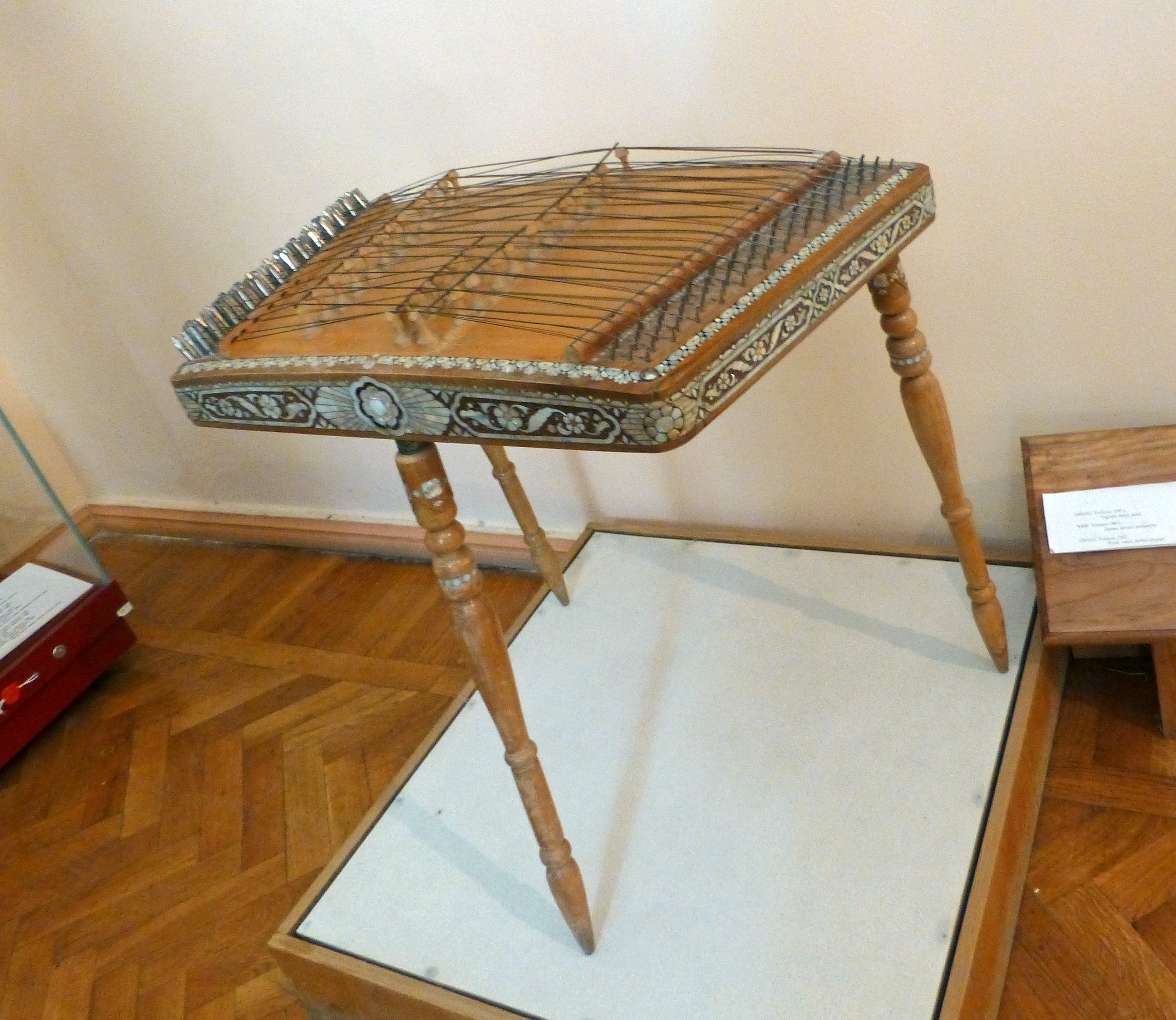
Chang ouzbek (musée des Arts appliqués de Tachkent).

Le tchang ou chang est très similaire au yangqin moderne. Les Ouïghours du Turkestan chinois utilisent aussi cette version.

### Facture
Il existe en deux versions très proches :
- l'une aux chevalets amovibles ;
- l'autre aux chevalets inamovibles et une ou deux grandes ouïes munies de rosaces.

### Jeu
Il se jouait posé sur un support, le musicien assis sur les genoux, mais avec la soviétisation, il se joue désormais assis sur une chaise, l'instrument ayant un trépied qui s'insère sous la caisse de résonance. Il se joue exclusivement en formation orchestrale, n'étant qu'un instrument d'accompagnement incapable de reproduire les variations microtonales, du fait de sa gamme limitée.

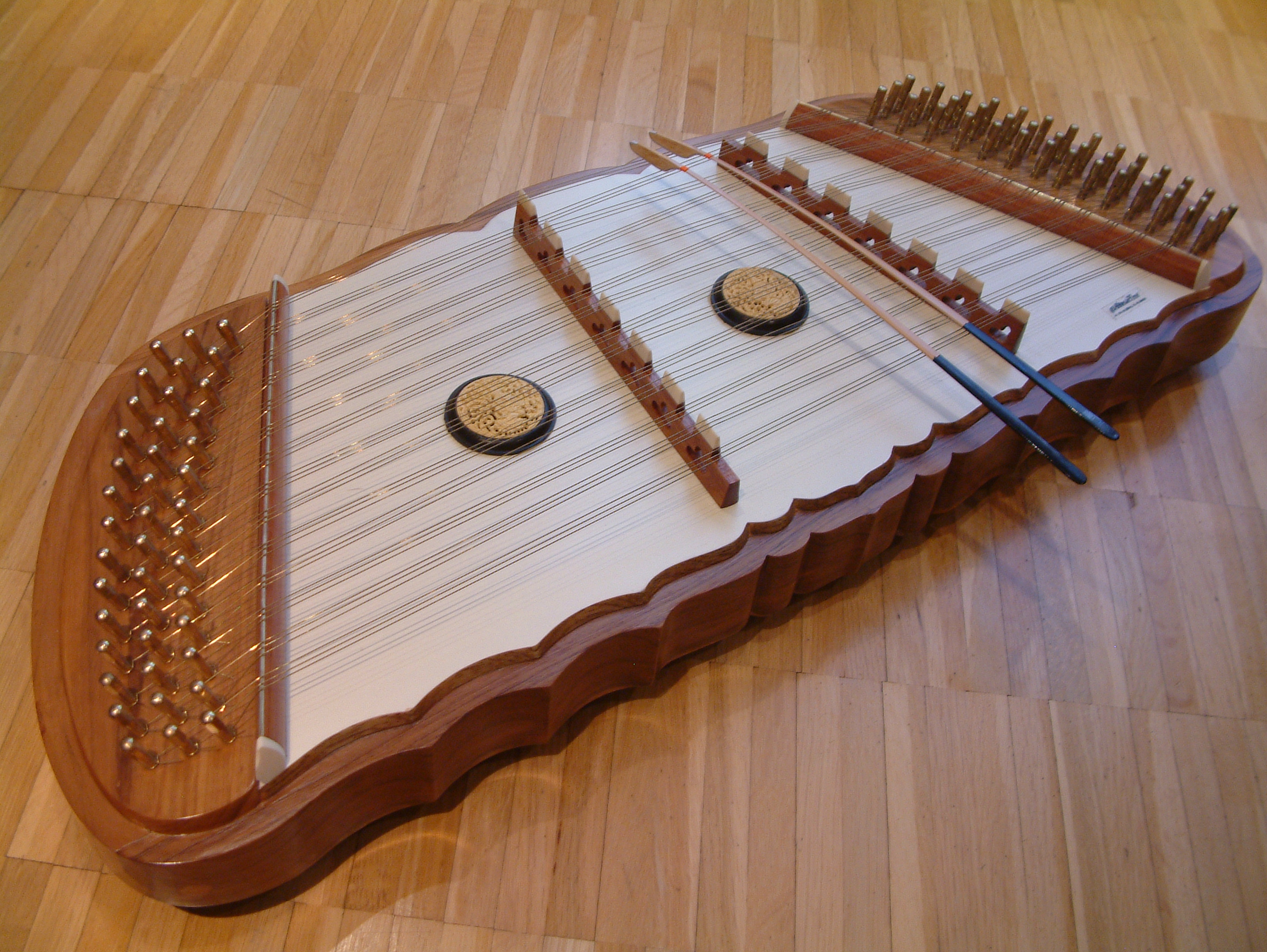
Ancien yanqin et khim.

## Lekhimthaï et lao; lekhomkhmer
Le khim fut certainement apporté en Thaïlande au siècle dernier par des marchands chinois. On l'appelle aussi butterfly harp (harpe papillon).

### Facture
Il reprend la forme papillon avec une caisse de résonance en bois de jacquier ou de teak, mesurant 70 × 25 × 5 cm. Il a deux séries de quinze chevalets inamovibles comportant des chœurs de trois cordes métalliques, soit 90 en tout.
Le khom (ឃឹម) n'a que deux séries de sept chevalets et s'il garde la forme papillon, il ressemble au santûr de par ses dimensions.
Les marteaux sont aussi en bambou, longs et flexibles, avec un côté recouvert de caoutchouc.

### Jeu
On en joue assis par terre, l'instrument reposant sur un petit socle. On le joue en solo ou en ensemble.

## Ledan tam thâp lucviêt
Il est similaire au yochin mongol. Son nom signifie « 36 cordes » et désigne sans doute le nombre originel de cordes garnissant cet instrument qui les a triplées ou doublées désormais.

### Facture
La caisse de résonance trapézoïdale a les angles marqués. Il y a deux rangs de 18 chevalets inamovibles placés à la distance proportionnelle de 2/3 des cordes. Les cordes sont métalliques. Il y a dix grosses ouïes réparties le long des clous de fixation et des chevilles, placés sur le dessus de la table, mais en dépression.
Les marteaux sont en bambou flexible, avec un côté couvert de cuir.

### Jeu
On en joue à genoux, l'instrument posé sur un petit support.
Avec son registre de plus de deux octaves chromatiques, il est utilisé dans la musique d'opéra cheo et cai luong, avec une grande variété de techniques (vibrato, tremolo, étouffé, glissando). Il peut aussi être joué en solo, accompagner des chanteurs ou intégrer des orchestres traditionnels.